# Newton Solney
Newton Solney est une paroisse civile et un village du Derbyshire, en Angleterre.